# شعيب الطريق
شعيب الطريق هو شعيب في محافظة بلقرن من الحدود الفاصلة بين بلاد بلقرن وبلاد شمران تنحدر مياهه من جبال الشعب الأخضر ومن جبال شعب السوداء والتي تفصله عن شعب مهرة أحد روافد وادي شيبانة.